# إيهاب المتبولي
إيهاب المتبولي (مواليد 6 نوفمبر 1985) هو ملاكم أردني، مثّل بلاده في الألعاب الأولمبية الصيفية 2012.

## روابط خارجية
إيهاب المتبولي على موقع بوكس ريك (الإنجليزية) (registration required)
- إيهاب المتبولي على موقع اللجنة الأولمبية الدولية (الإنجليزية)
- إيهاب المتبولي على موقع أوليمبيديا (الإنجليزية)